# Język pancana
Język pancana, także kapontori – język austronezyjski używany w prowincji Celebes Południowo-Wschodni w Indonezji. Według danych szacunkowych z 2005 roku posługuje się nim 6 tys. osób.
Jego użytkownicy zamieszkują centralną część wyspy Buton. Dostępne doniesienia (2010) sugerują, że pancana pozostaje w powszechnym użyciu (przynajmniej w dwóch miejscowościach). Społeczności znany jest również język wolio. 
Pancana jest blisko spokrewniony z językiem muna.
J.C. Anceaux (1978) pod pojęcie pancana podłożył następujące odmiany: palewata, lawele, kalende i lambusango. Z kolei B.H. Bhurhanuddin (1979) do dialektów pancana zaliczył: kapontori, kambowa, kalende (poddialekty kalende i lawele) i labuandiri. W publikacji Ethnologue (wyd. 22, 2019) wymieniono następujące dialekty: kapontori (akido), kalende (lawele), labuandiri; kambowa uznano natomiast za odmianę postulowanego języka kioko.
Miejscowa sytuacja językowa nie została dobrze przebadana. Niewykluczone, że chodzi o więcej niż jeden język.